# Jérôme Déom
Jérôme Déom (Libramont-Chevigny, 19 aprile 1999) è un calciatore belga, centrocampista svincolato.

## Carriera

### Club
Cresciuto nel settore giovanile dello Standard Liegi, ha esordito in prima squadra il 7 maggio 2016, nella partita di Pro League vinta per 2-0 contro il Waasland-Beveren. Il 13 luglio 2018 viene ceduto in prestito all'MVV, club olandese militante in Eerste Divisie; l'11 luglio 2019 viene acquistato a titolo definitivo dal club bianco-rosso, con cui si lega fino al 2022. Il 13 luglio 2021 passa all'Eupen, con cui firma un triennale, facendo così ritorno nella massima serie belga.

### Nazionale
Ha giocato nelle nazionali giovanili belghe Under-15, Under-16, Under-17, Under-18 ed Under-19.

## Statistiche

### Presenze e reti nei club
Statistiche aggiornate al 4 dicembre 2021.
| Stagione              | Squadra               | Campionato            | Campionato | Campionato | Coppe nazionali | Coppe nazionali | Coppe nazionali | Coppe continentali | Coppe continentali | Coppe continentali | Altre coppe | Altre coppe | Altre coppe | Totale | Totale | Totale |
| Stagione              | Squadra               | Comp                  | Pres       | Reti       | Comp            | Pres            | Reti            | Comp               | Pres               | Reti               | Comp        | Pres        | Reti        | Pres   | Reti   |        |
| --------------------- | --------------------- | --------------------- | ---------- | ---------- | --------------- | --------------- | --------------- | ------------------ | ------------------ | ------------------ | ----------- | ----------- | ----------- | ------ | ------ | ------ |
| 2015-2016             | Standard Liegi        | D1                    | 1          | 0          | CB              | -               | -               | UEL                | -                  | -                  | -           | -           | -           | 1      | 0      |        |
| 2016-2017             | Standard Liegi        | D1                    | 9          | 0          | CB              | 0               | 0               | UEL                | -                  | -                  | SB          | -           | -           | 9      | 0      |        |
| Totale Standard Liegi | Totale Standard Liegi | Totale Standard Liegi | 10         | 0          |                 | 0               | 0               |                    | -                  | -                  |             | -           | -           | 10     | 0      |        |
| 2018-2019             | MVV                   | ED                    | 31         | 3          | CO              | 1               | 0               | -                  | -                  | -                  | -           | -           | -           | 32     | 3      |        |
| 2019-2020             | MVV                   | ED                    | 24         | 0          | CO              | 1               | 0               | -                  | -                  | -                  | -           | -           | -           | 25     | 0      |        |
| 2020-2021             | MVV                   | ED                    | 37         | 3          | CO              | 1               | 0               | -                  | -                  | -                  | -           | -           | -           | 38     | 3      |        |
| Totale MVV            | Totale MVV            | Totale MVV            | 92         | 6          |                 | 3               | 0               |                    | -                  | -                  |             | -           | -           | 95     | 6      |        |
| 2021-2022             | Eupen                 | D1                    | 15         | 0          | CB              | 2               | 0               | -                  | -                  | -                  | -           | -           | -           | 17     | 0      |        |
| Totale carriera       | Totale carriera       | Totale carriera       | 117        | 6          |                 | 5               | 0               |                    | -                  | -                  |             | -           | -           | 122    | 6      |        |